# Saint-Nicolas-la-Chapelle, Aube
Saint-Nicolas-la-Chapelle är en kommun i departementet Aube i regionen Grand Est (tidigare regionen Champagne-Ardenne) i nordöstra Frankrike. Kommunen ligger  i kantonen Nogent-sur-Seine som ligger i arrondissementet Nogent-sur-Seine. År 2022 hade Saint-Nicolas-la-Chapelle 75 invånare.

## Befolkningsutveckling
Antalet invånare i kommunen Saint-Nicolas-la-Chapelle
Referens: INSEE